# Batalla de Tapae (88)
La batalla de Tapae del 88 d. C. entre el ejército romano y los dacios fue una consecuencia de la campaña del emperador romano Domiciano para proteger la provincia romana de Mesia, habitualmente conocida como guerra dacia de Domiciano, casi dos décadas antes de la conquista regional durante las guerras dacias en el reinado de Trajano.

## Antecedentes
En el 86, el rey dacio Duras ordenó a sus tropas atacar al sur del Danubio la provincia romana de Moesia provocando la inmediata reacción romana, el emperador Domiciano llegó personalmente a Mesia, reorganizó la provincia dividiéndola en Mesia Inferior y Mesia Superior, y planeó la futura invasión de Dacia. 
La primera ofensiva romana fracaso estrepitosamente en el año 87 en el paso de Tapae.

## La batalla
La ofensiva romana continuó el año siguiente con el general Lucio Tetio Juliano, quien tomó de nuevo el mando. El ejército romano (compuesto de 4 legiones) entró en Dacia siguiendo la misma ruta que tomó Cornelio Fusco el año precedente. La batalla tuvo lugar en la misma zona, en Tapae, esta vez con resultado favorable a los romanos. Debido a la difícil carretera a Sarmizegetusa, la capital de Dacia, y debido a las derrotas sufridas por Domiciano en Panonia, la ofensiva romana se detuvo y Decébalo y Domiciano firmaron la paz.

## Consecuencias
Según la paz del 89, Decébalo pasó a ser rey vasallo de Roma, recibiendo dinero, artesanos y máquinas de guerra por parte del Imperio romano, para defender las fronteras del Imperio. Unos pocos historiadores creen que esta paz, desfavorable para el poder romano, sería la causa del asesinato de Domiciano en septiembre del 96.
Decébalo, en lugar de emplear el dinero como esperaba Roma, decidió construir nuevas ciudadelas en las montañas, en importantes puntos estratégicos, y en reforzar las ya existentes. Esta fue una de los motivos del ataque romano del año 101, bajo el emperador Trajano.